# Мастиф (порода собаки)
Мастиф (анг. Mastiff) — старовинна англійська порода, найбільший з мастифів, належить до 2 групи МКФ

## Походження
Предками виведеного в Англії мастифа вважаються ассирійські мастифи, сторожові собаки кельтів і римські бойові собаки. Спочатку мастифа використовували для охорони від хижаків, полювання, цькування й боїв, потім — переважно як вартового собаку. Наприкінці XIV століття ця порода одержала свою сучасну назву — мастиф. Перший стандарт породи «староанглійський мастиф» опублікований в 1883 році. Під час Другої світової війни цей собака практично зник. Належить до числа найбільших порід у світі.

## Характеристика породи
Миролюбний і добрий собака, любить хазяїна й дітей. Сміливий і непохитний, мастиф є надійним сторожовим собакою. Характер сучасного мастифа разючим образом відрізняється від буйної вдачі його недалеких предків: він упевнений в собі, лояльний і величний. Цей собака далекий від суєти. Потрібне дресирування, оскільки гігантський розмір пса вимагає керованості. Сторожовий собака, собака-компаньйон.

## Опис

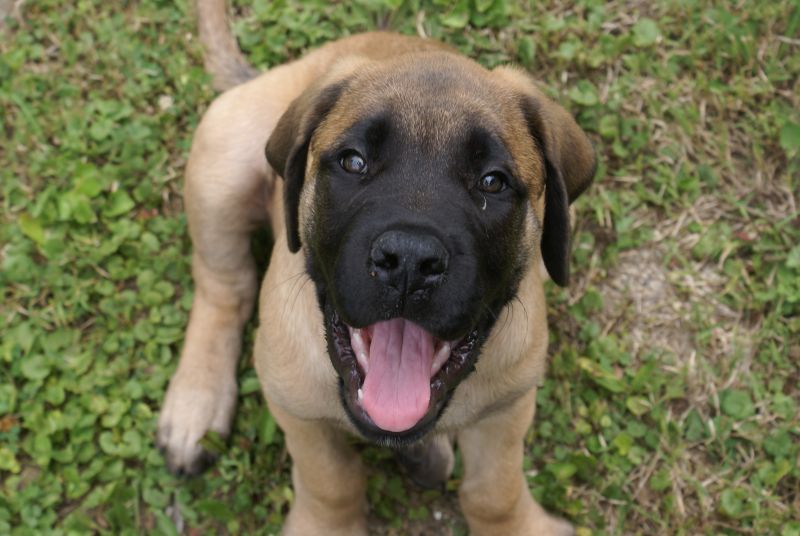
Цуценя мастифа

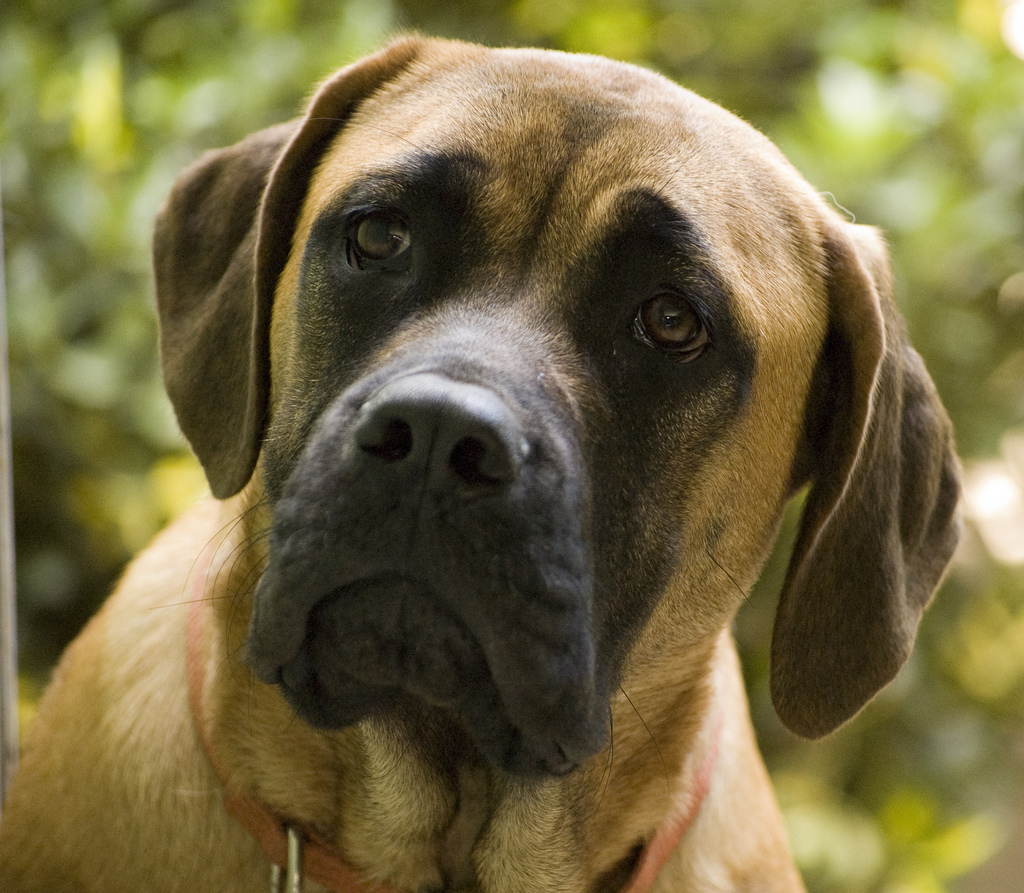
Мастиф має характерну голову зі складками вільно повислої шкіри і з чорною маскою

Голова квадратної форми. Череп широкий. Чоло плоске. Коли собака насторожений, шкіра на чолі збирається в виразні складки. Перехід від чола до морди виражений. Морда коротка, прямокутної форми, глибока. Губи злегка відвислі. Очі невеликі, широко розставлені, відносно глибоко посаджені. Вуха широко розставлені й високо поставлені. Висячі, щільно прилягають до щік. Корпус масивний, широкий і глибокий. Шия злегка опукла, дуже м'язиста.
Ребра досить пружні. Груди широкі, глибокі. Спина й поперек широкі, м'язисті. Живіт трохи підібраний. Кінцівки з масивним кістяком. Широкий постав. Лапи великі, округлі, зі зведеними пальцями й чорними пазурами. Хвіст широкий в основі й звужується до кінчика. Поставлений високо. В спокої собака тримає його прямо, опущеним униз, кінчик хвоста досягає скакального суглоба. Шерсть коротка, припасована до тіла. На спині й лопатках — жорсткувата. Забарвлення руде, палеве різних відтінків (золотавого, бежевого-сріблястого кольору), тигрове. При всіх видах забарвлення обов'язкові чорна маски й темні вуха.
Висота в холці: пси: 75-82 см, суки: не менш 66 см.
Вага 60-100 кг.

## Догляд
Собаці необхідні простір для вигулу і тривалі прогулянки в спокійному темпі. Слід регулярно вичісувати шерсть щіткою.